# Disperis latigaleata
Disperis latigaleata är en orkidéart som beskrevs av Joseph Marie Henry Alfred Perrier de la Bâthie. Disperis latigaleata ingår i släktet Disperis och familjen orkidéer. Inga underarter finns listade i Catalogue of Life.